# Damaris Cudworth Masham
Pour les articles homonymes, voir Masham.
Damaris Cudworth, Lady Masham (18 janvier 1659 – 20 avril 1708) est une théologienne anglaise et militante pour l'éducation des filles, considérée proto-féministe. Elle surmonte des problèmes de vue et le manque d'accès à une éducation normalisée pour gagner le respect de philosophes de son époque. En plus de sa correspondance étendue, elle publie deux ouvrages, A Discourse Concerning the Love of God (1696) et Thoughts in reference to a Vertuous or Christian Life (1705). Elle est particulièrement reconnue pour sa longue et fructueuse amitié avec le philosophe John Locke.

## Biographie

### Jeunesse
Damaris Cudworth naît le 18 janvier 1659, fille de Damaris et Ralph Cudworth Jr., cinq ans après que son père devient Maître de Christ's College à l'université de Cambridge, un poste qu'il occupera jusqu'à la fin de sa vie. Classiciste et professeur d'hébreu, le docteur Cudworth étudie dans l'environnement non-conformiste d'Emmanuel College. Son père et son beau-père y ont étudié avant lui. Il devient une figure maîtresse des platoniciens de Cambridge et termine la rédaction du grand ouvrage The True Intellectual System of the Universe en 1671. Ce livre sera publié en 1678. Se voulant être une réfutation du déterminisme athée, son travail évolue pour critiquer des aspects du calvinisme, se rapprochant des thèses de son quasi-contemporain René Descartes, et entrant en conflit avec celles de Thomas Hobbes.
Lady Masham a trois frères, John, Charles et Thomas. Sa mère est l'ancienne épouse du marchand Thomas Andrewes, qui meurt en 1653 et donnera plusieurs demi-frères et demi-sœurs à Masham,,.
Bien qu'elle ne reçoive pas d'éducation au sens classique du terme dans sa jeunesse, le contexte familial, de frères et père académiciens, et ses rencontres avec le cercle platonicien de son père, lui donnent beaucoup d'informations à une époque où il est très rare pour une femme d'être érudite. Rien ne semble corroborer la thèse pourtant populaire d'une éducation par son père.
Ses premières lettres à John Locke montrent qu'elle a de l'expérience du discours philosophique, capable de discuter, sources à l'appui, les vues platoniciennes de son père. En 1682, elle connaît bien la philosophie contemporaine, malgré une certaine faiblesse de vue qui l'empêche de lire autant qu'elle le voudrait. John Norris la qualifie d'"aveugle" dans Reflections upon the Conduct of Human Life (1690), une affirmation qu'elle réfute publiquement. John Locke mentionne aussi sa vue dans sa correspondance avec Philip van Limborch.

### Vie adulte
Damaris Cudworth épouse Sir Francis Masham en 1685, à l'âge de 26 ans. Son mari est veuf et a déjà huit enfants de sa femme précédente. Ensemble, ils ont un fils, Francis Cudworth Masham.
Son père meurt en 1688, et lui laisse tous les livres en anglais de sa bibliothèque qu'elle voudrait conserver. Sa mère reste très proche d'elle et meurt dans la demeure du couple Masham en 1695.
Dès la vingtaine, Masham entretient une amitié très proche avec John Locke, qui perdurera toute leur vie. Ils se rencontrent vraisemblablement par l'intermédiraire d'Edward Clarke, un ami commun. Ils se rencontrent avant 1682, et échangent beaucoup de lettres personnelles, souvent légèrement romantiques. Locke la décrit avec beaucoup d'affection à Phillipp van Limborch. Locke vient habiter chez elle de 1691 à sa mort en 1704. Il emmène avec lui près de 2000 livres, lui achète un bureau et de quoi écrire, et paie la reliure de ses écrits. Dans son testament, Locke lègue l'essentiel de ses biens à Lady Masham et à son fils,.
Ils échangent des idées et des théories, dont ils entretiennent régulièrement leurs amis théologiens et philosophes, entre autres Isaac Newton et François-Mercure van Helmont. Elle publie A Discourse Concerning the Love of God (en réponse aux Practical Discourses de John Norris), et peu après la mort de Locke, elle publie son œuvre maîtresse, Thoughts in Reference to a Vertuous or Christian Life. Ces deux œuvres sont publiées de façon anonyme pour éviter des préjugés sexistes. Pierre Bayle, qui l'a facilement identifiée comme auteur de ces ouvrages, s'est empressé de tempérer les commentaires désobligeants qu'il avait faits à l'encontre de l’œuvre de son père (qu'il suspectait d'athéisme), au moyen d'un compliment probablement sincère à propos de son savoir et d'autres de ses qualités. Elle échange régulièrement avec Leibniz, et ils discutent de l'harmonie préétablie et sur la relation entre corps et esprit.

## Convictions
Souvent qualifiée de "féministe lockéenne" par des chercheurs et chercheuses comme Jaqueline Broad et Lois Frankel, Cudworth mélange le platonisme de son père, les théories de Locke, et ses propres idéaux proto-féministes. Elle critique le double standard de la moralité des hommes et des femmes, et le manque d'accès des femmes à l'éducation.
Dans Thoughts in reference to a Vertuous or Christian Life, Cudworth affirme que les femmes moins éduquées ne seront pas capables d'assurer une bonne éducation pour leurs enfants, dont elles ont pourtant la charge en dehors de l'élite de l'époque. Elle estime aussi que les femmes ont besoin d'éducation pour leur propre bien-être également, et pas uniquement pour celui de leurs enfants. Elle affirme que les femmes ont des âmes qui doivent être sauvées, comme celles des hommes, et qu'elles doivent comprendre les principes et les valeurs qui expliquent leurs croyances religieuses,.

#### Ouvrages publiés par Lady Masham
- A discourse concerning the Love of God (A. and J. Churchill at the Black-Swan in Paternoster-Row, London 1696).
- Occasional Thoughts in reference to a Vertuous or Christian Life (Awnsham and John Churchill at the Black-Swan in Paternoster-Row, London 1705). At Project Gutenberg (accessed 8 December 2014).
- Briefwechsel zwischen Leibniz und Lady Masham. 1703-1705. In: Gottfried Wilhelm Leibniz: Philosophische Schriften (Weidmannsche Buchhandlung, Berlin 1887), vol. 3, p. 331-375. [Leibniz writes in French, Lady Masham answers in English. Volume online.]

#### Commentaires de son travail
- Broad, Jacqueline, 2002, 'Damaris Masham', in Women Philosophers of the Seventeenth Century (Cambridge: Cambridge University Press), p. 114–140.
- Broad, Jacqueline, 2006, 'A Woman's Influence? John Locke and Damaris Masham on Moral Accountability, ' Journal of the History of Ideas, 67 no. 3 (July 2006): 489–510.
- Frankel, Lois, 1989, 1991, 1996, 'Damaris Cudworth Masham, ' in Mary Ellen Waithe, ed., A History of Women Philosophers, Vol. 3, (Kluwer Academic, Dordrecht 1991), p. 73–85. (Reprinted from Hypatia, 1989). Reprinted as 'Damaris Cudworth Masham, A seventeenth-century feminist philosopher' in Linda Lopez McAlister (ed), Hypatia's Daughters: 1500 Years of Women Philosophers (Indianapolis, Indiana University Press 1996), p. 128–138.
- Hammou, Philippe, 2008, 'Enthousiasme et nature humaine: à propos d'une lettre de Locke à Damaris Cudworth', Revue de Métaphysique et Morale, 3: 337–350.
- Hutton, Sarah, 1993, 'Damaris Cudworth, Lady Masham: between Platonism and Enlightenment', British Journal for the History of Philosophy 1 (1): 29–54.
- Hutton, Sarah, 2010, 'Damaris Masham', in P. Schuurman and S.-J. Savonius Wroth (eds.), The Continuum Companion to Locke (London & New York: Continuum), p. 72–6.
- Hutton, Sarah, 2012, 'Religion, Philosophy and Women’s Letters: Anne Conway and Damaris Masham', in Anne Dunan-Page and Clotilde Prunier (eds.), Debating the Faith: Religion and Letter-Writing in Great Britain, 1550–1800 (Dordrecht: Springer).
- Hutton, Sarah. 'Lady Damaris Masham, ' Stanford Encyclopedia of Philosophy (Stanford University 2014). (accessed 8 December 2014)
- Laslett, Peter, 1953, 'Masham of Oates', History Today, 3: 535–43.
- Phemister, Pauline, 2007, ' ‘All the time and everywhere everything's the same as here’: the principle of uniformity in the correspondence between Leibniz and Lady Masham', in Paul Lodge (ed.), Leibniz and his Correspondents (Cambridge: Cambridge University Press).
- Simonutti, Luisa, 1987, 'Damaris Cudworth Masham: una Lady della Repubblica delle Lettere, ' in Scritti in Onore di Eugenio Garin (Pisa: Scuola Normale Superiore), p. 141–165.